# Richtlijn 1999/5/EG
Richtlijn 1999/5/EG, ook wel de R&TTE-richtlijn genoemd, is een door de Europese Commissie opgestelde richtlijn voor telecommunicatie-apparatuur. R&TTE staat voor Radio and Telecommunications Terminal Equipment, oftewel radioapparaten en randapparaten.
Richtlijn 1999/5/EG moet worden nageleefd door iedereen die dergelijke producten als eerste op de EU-markt brengt. In de richtlijn worden geen technische referentiewaarden vermeld maar uitsluitend algemeenheden waaraan een product zal moeten voldoen. Deze algemeenheden worden "essentiële eisen" genoemd. Deze houden onder andere in dat een radio- of randapparaat niet mag storen, in redelijke mate immuun moet zijn voor storing en veilig en gezond in het gebruik. De conformiteit met deze essentiële eisen moet door de fabrikant of importeur van het apparaat worden aangetoond. Deze bekrachtigt dit in een verklaring van overeenstemming, die bij elk radio- of randapparaat aanwezig moet zijn.
De conformiteit van een apparaat wordt vaak aangetoond met gebruik van geharmoniseerde normen. Dit zijn door de markt ontwikkelde standaarden waarbij de essentiële eisen voor een bepaald product kunnen worden bewezen.
In testhuizen of testlaboratoria worden metingen aan producten verricht waarmee kan worden aangetoond of het product voldoet aan de richtlijn(en). Ook mag de fabrikant of importeur zelf metingen uitvoeren, maar niet in alle gevallen is men daarmee klaar. In sommige gevallen is het verplicht een Notified Body (aangemelde instantie) in te schakelen.
In Nederland houdt Agentschap Telecom (onderdeel van het ministerie van Economische zaken) toezicht op de naleving van de R&TTE richtlijn. De R&TTE richtlijn is in Nederland vertaald in hoofdstuk 10 van de Telecommunicatie wet en vervolgens in het besluit en de regeling Randapparaten en radioapparaten 2007.
In 2016 zal de R&TTE samen met veel andere productrichtlijnen worden gewijzigd. De nieuwe richtlijn (RED - Radio equipment directive) ziet dan toe op radiozendapparaten, maar ook op -ontvangers.